# Аргуново (Кирилловский район)
Аргуново — деревня в Кирилловском районе Вологодской области.
Входит в состав Николоторжского сельского поселения, с точки зрения административно-территориального деления — в Николо-Торжский сельсовет.
Расстояние по автодороге до районного центра Кириллова — 40 км, до центра муниципального образования Никольского Торжка — 15 км. Ближайшие населённые пункты — Курьяново, Елтухово, Новшино.
По переписи 2002 года население — 1 человек.